# Cuori strappati
Cuori strappati (Torn Hearts) è un film del 2023 diretta da Brea Grant.
Pellicola di produzione statunitense, opera prima come regista dell'attrice Brea Grant.

## Trama
Le sorelle Dutch sono state un duo di famosissime cantanti country il cui percorso artistico si è arrestato bruscamente con la morte di una di loro, Hope, e il conseguente addio alle scene dell'altra, Harper. Jordan e Leigh sono due cantanti che hanno costruito un duo country che si ispira proprio alle sorelle Dutch, seppur faticando a ottenere i loro stessi risultati. Dopo un ingaggio, Jordan fa la conoscenza del noto cantante Caleb Crawford, con cui consuma una notte di passione. L'uomo le rivela di aver avuto un contatto professionale con Harper Dutch per quello che avrebbe dovuto essere il ritorno in scena della donna, il quale è tuttavia sfumato a causa del carattere molto particolare della donna. 
Dopo l'insistenza di Jordan, l'uomo le rivela l'indirizzo di casa della Dutch; Jordan convince dunque Leigh ad andare a casa della Dutch per chiederle consigli, nonostante un altro impegno professionale che coinvolgeva anche il fidanzato di Leigh (e loro produttore) Richie. Arrivate a casa di Harper, le due cantanti vengono inizialmente accolte in maniera fredda dalla donna, che tuttavia concede loro di entrare e di esibirsi in una sorta di provino. La performance la convince e Harper decide di incidere un brano con loro: ne conseguono dei festeggiamenti e una telefonata di Leigh a Richie, in cui gli rivela tutto l'accaduto. Dopo aver chiuso la serata con un brindisi, la mattina successiva Leigh e Jordan si svegliano nell'abitazione della Dutch con vestiti nuovi addosso e senza i loro telefoni. Jordan assiste a una scena in cui Harper sembra credere di parlare con sua sorella.
Da quel momento, il comportamento della donna si fa cangiante: dapprima obbliga le due a cucinare per lei per poi scaraventare contro di loro la portata, poi le invita nel suo seminterrato per prepararsi all'incisione. Qui il suo comportamento si fa nuovamente ostile e, facendo leva su una rivalità latente fra le due ragazze, riesce a scatenare una rissa selvaggia fra di loro. La rissa viene interrotta dall'arrivo di Richie, che grazie alle sue conoscenze è riuscito a scoprire l'indirizzo della Dutch. Harper decide di chiudere Jordan nello scantinato e andare da sola con Leigh da Richie per formulare una proposta: la creazione di un duo costituito soltanto da Harper e Leigh. Nel frattempo, Jordan cerca una via di fuga e scopre così del resti del cadavere di Hope conservati in formalina: capisce così che in realtà Harper l'ha uccisa.
Jordan usa un'impronta digitale di Hope per far scattare il meccanismo d'apertura della porta: assiste così alla conversazione e, non appena Leigh si separa dal gruppo, la affronta cercando di raccontarle cos'ha visto: la ragazza non le crede. Nel frattempo, Harper uccide Richie e chiude a chiave tutte le imposte della casa: tornata dalle ragazze, le convince nuovamente a mettere da parte la loro rivalità per poter incidere tutte insieme l'ultima canzone che era stata scritta da Hope. Subito dopo, le rivalità fra le due vengono di nuovo a galla: Leigh afferma di essere lei l'unica vera star del gruppo, Jordan le rinfaccia di non essere minimamente in grado di scrivere canzoni efficaci, entrambe cercano di convincere l'altra che non potrebbe mai avere una carriera da sola. Harper interrompe il litigio iniziando a sparare all'impazzata contro entrambe: le due ragazze fuggono, cercano di uscire dalla casa ma, non riuscendoci, decidono di scendere nuovamente nel seminterrato per mettere in atto un piano di Jordan. 
Una volta prese due pistole, nonostante il rifiuto di Leigh di uccidere quella che considera ancora il suo idolo, le ragazze mettono in atto un piano che spinge Harper a credere di avere davanti Hope, quando in realtà ha davanti solo un manichino. Quando Jordan assale Harper ed è quasi riuscita a disarmarla, la donna rivela di aver ucciso sua sorella perché quest'ultima voleva iniziare una carriera da solista. Harper vuole redimersi e, per farlo, vuole che lei e Jordan (che considera sua erede artistica) si uccidano a vicenda affinché Leigh (erede invece di Hope) possa guadagnarne fama e visibilità. Jordan spara a Harper prima che questa possa spararle: nel frattempo Leigh spara tuttavia a Jordan: da sempre una manipolatrice in grado di mascherare le sue vere emozioni, Leigh vuole davvero sfruttare il tutto per guadagnare fama, tuttavia Jordan riesce a spararle con il fucile subito prima di morire. Quando tutte le cantanti sono morte, Caleb Crawford riesce a sfruttare la vicenda per guadagnare visibilità: definitosi grande amico di tutte loro, l'uomo concede varie interviste e reincide il brano che le tre avevano inciso prima del massacro, che afferma sia stato ritrovato per caso dal suo team.

## Produzione
La realizzazione del film è stata annunciata nel luglio 2021. Cuori strappati fa parte di accordo fra la Blumohouse Television e la Epix che ha compreso la realizzazione anche di altri film horror destinati al mercato on demand.

## Distribuzione
Negli Stati Uniti, il film è stato reso disponibile on demand a partire dal 20 maggio 2022 sulla piattaforma Paramount Home Entertainment. Successivamente l'opera è stata distribuita su ulteriori piattaforme.

## Accoglienza
Sull'aggregatore Rotten Tomatoes il film riceve l'89% delle recensioni professionali positive con un voto medio di 7,1 su 10 basato su 28 critiche, mentre su Metacritic ottiene un punteggio di 59 su 100 basato su 5 critiche.